# 罗伯特·瑟伯尔
罗伯特·瑟伯尔（英語：Robert Serber，1909年3月14日—1997年6月1日）是名美国物理学家，曾参与过曼哈顿计划。瑟伯尔的一次关于曼哈顿计划基本原理、任务目标的讲演被列印、分发给了全体科学工作者，并被称为《洛斯阿拉莫斯入门》。《纽约时报》评价他为“原子弹降生时智慧的助产士”（the intellectual midwife at the birth of the atomic bomb）。